# Каприччио на цыганские темы
Каприччио на цыганские темы (фр. Caprice bohémien), op. 12 — симфоническая поэма, созданная С. В. Рахманиновым в 1892—1894 годах.

## История создания
2 августа 1892 года Рахманинов сообщал в письме к своему другу М. А. Слонову: «Я пишу теперь Каприччио для оркестра не на испанские мотивы, как у Римского-Корсакова, не на итальянские, как у Чайковского, а на цыганские темы». Летом этого же года произведение было закончено, однако его оркестровка была завершена только в 1894 году.
После дипломной работы, оперы «Алеко», написанной по поэме А. С. Пушкина «Цыганы», это было второе обращение Рахманинова к цыганскому фольклору. С цыганским пением он познакомился благодаря известной исполнительнице А. А. Александровой, с которой он встречался у своих друзей А. А. и П. В. Ладыженских. Последнему и посвящено Каприччио. Двумя основными темами произведения являются мелодия трагической пляски «Малярка» и плясовой напев, известный под названием «Цыганской венгерки».

## Премьера
Каприччио на цыганские темы было впервые исполнено под управлением автора 22 ноября 1895 года.